# دهستان اوریاد
اوریاد، دهستانی است از توابع بخش مرکزی شهرستان ماهنشان در استان زنجان ایران.

## جمعیت
براساس سرشماری سال 1395 جمعیت آن٬ 12000 نفر (۱٬۲۹۹ خانوار) بوده‌است.